# Eucoccidiorida
Eucoccidiorida è un ordine di parassiti microscopici della classe dei Conoidasida. A quest'ordine appartengono anche alcuni protozoi parassiti umani.
Comprende i sottordini Adeleorina e Eimeriorina.